# Бур (Па де Кале)
Бур (фр. Bours) је насељено место у Француској у региону Север-Па д Кале, у департману Па де Кале.
По подацима из 2011. године у општини је живело 592 становника, а густина насељености је износила 50,0 становника/km².

## Демографија
| 1962. | 1968. | 1975. | 1982. | 1990. | 2011. |
| ----- | ----- | ----- | ----- | ----- | ----- |
| 597   | 545   | 510   | 505   | 524   | 592   |